# Luis Brines García
Luis Brines García (ou Lluís Brines i Garcia em catalão) (Barcelona, 1971) é um investigador catalão, originário de Simat de la Valldigna (Valência), de onde provém a sua família paterna. Filho do músico Lluís Brines Selfa, mora no País Valenciano desde 1989. É um dos especialistas de Francesc Eiximenis, sobre quem fez a sua dissertação, e o criador e administrador até 2011 da web antiblavers. Pertence também à Ordem Franciscana Secular.

## Investigação
A principal linha de investigação de Luis Brines García tem sido a figura e o pensamento de Francesc Eiximenis.

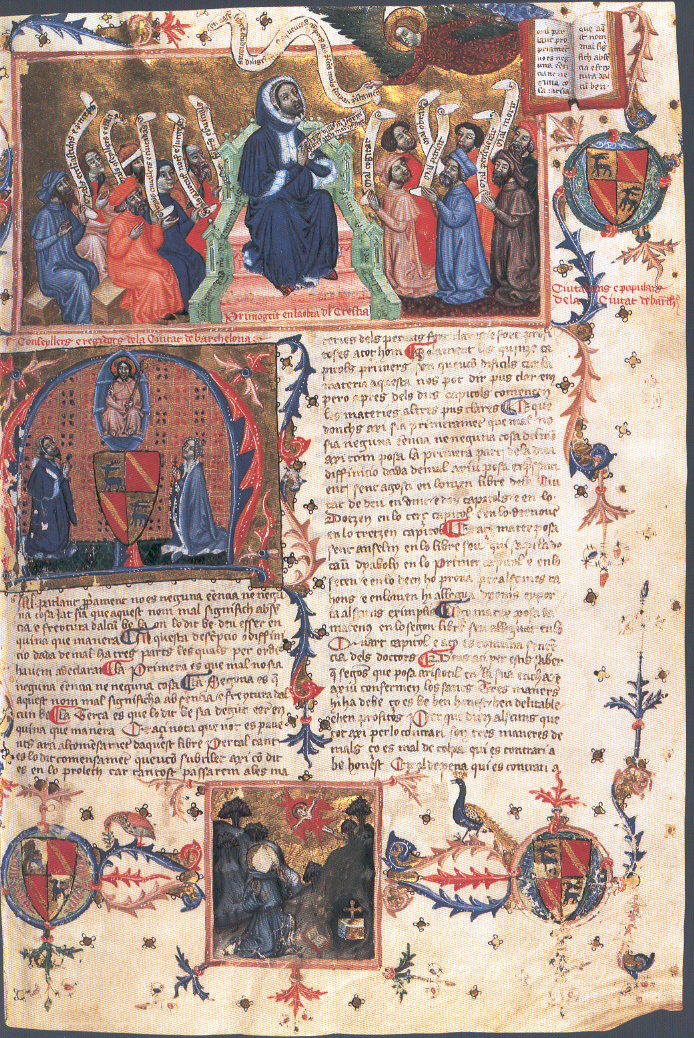
Início do Terç del Crestià segundo o manuscrito 1792 da Biblioteca Nacional de Madrid.

A investigação de Lluís Brines sobre Francesc Eiximenis começou co'a sua tese doutoral, despois de bachalerar-se em Direito na Universidade de Valência, cuja elaboração lhe custou 4 anos (1998-2002). Esta tinha o título de La filosofia política i jurídica de Francesc Eiximenis (A filosofia política e jurídica de Francesc Eiximenis). Este livro analisa a obra e o pensamento de Francesc Eiximenis desde um ponto de vista, político, económico e só em alguns aspectos, apesar do título, jurídico, com especial atenção ao pensamento teológico franciscano e á sua presença na obra eiximeniana, e umas breves pinceladas da temática escatológica e profética. Esta tese foi editada, com algumas ampliações, em 2004, agora co'o título de La Filosofia Social i Política de Francesc Eiximenis (A Filosofia Social e Política de Francesc Eiximenis).     .
Também foi reeditado este livro na revista Estudios Franciscanos entre 2006 e 2007 (co'a ampliação dum apêndice biográfico de Francesc Eiximenis).
Posteriormente o Dr. Brines realizou em 2009, graças a uma bolsa de estudos da Academia Valenciana da Língua una Biografia documentada de Francesc Eiximenis. Esta obra foi finalmente imprensa em 2018.
O mesmo 2009 colaborou co'o filólogo Josep Palomero numa edição com linguagem modernizada da obra clássica de Francesc Eiximenis Regiment de la cosa pública (Regimento da Cosa Pública) pela Editorial Bromera.
Ultimamente as suas investigações tem aprofundado no aspecto teológico do pensamento eiximeniano, e o seu fruto é o trabalho Tendències de pensament franciscà en Francesc Eiximenis (Tendências de pensamento franciscano em Francesc Eiximenis), publicado nos EF em 2014.
Cabe destacar também em 2015 uma pequena contribução a uma publicação de homenagem coletiva ao benemérito investigador eiximeniano suíço-canadense Curt Wittlin, que tem o título de "Eiximenis i la ciència" (Eiximenis e a ciência).
Uma das suas últimas linhas de investigação tem sido o pensamento de Ramon Llull, em especial os suos aspectos teológicos dentro do pensamento franciscano, e coincidendo com que em 2016 se celebra o aniversário da morte deste pensador Brines tem concluído o artigo Tendències franciscanes en Ramon Llull (Tendências franciscanas em Ramon Llull) nos EF num monográfico sobre este pensador maiorquino.
Em 2019 êle escreveu um necrológio para os professores Curt Wittlin, que morreu o 23 Setembro de aquele ano, e David Viera, que tinha previamente morto o 11 Setembro 2015. Os dois professores tinham desempenhado um papel muito importante na investigação sobre Francesc Eiximenis. Este necrológio foi finalmente publicado em 2020 em espanhol.  Uma versão em catalão foi também publicada. Versões em catalão e em inglês apareceram também aquele ano na página web da Sociedade Catalã da América do Norte. Uma versão curta deste necrelógio foi publicada também em alemão em 2020.
Desde 2017 êle colabora co'o Biographisch-Bibliographisches Kirchenlexikon (BBKL), que é uma enciclopédia digital em língua alemã sobre pessoas cristiãs relacionadas co'a história da Igreja, filosofia e literatura. Nesta enciclopédia, se oferece uma biografia da pessoa, com una seleção de bibliografia e literatura secundária sobre esta pessoa. As pessoas selecionadas provinem dos âmbitos da teologia, da história, da literatura, da música, da pintura, da pedagogia e da filosofia cristã. Esta enciclopédia publica também artigos em inglês, mas estos artigos aparecem somente na edição on-line.

## Projeto antiblavers
Luis Brines foi o ideólogo e criador da web antiblavers, destinada a combater científicamente o blaverismo. Da parte informática se cuidaram outros colaboradores.
Foi no final de 2004 quando um grupo de gente de todo o País Valenciano via com preocupação a grande abundância de webs blaveras. A maioria delas eram muito agressivas e distorsionadoras da informação, como por exemplo www.elpalleter.com, www.valenciafreedom.com ou www.llenguavalencianasi.com, e se propuseram fazer uma ferramenta séria e científica de luta contra o blaverismo. Assim nasceu em maio de 2005 www.antiblavers.info. A web a princípio era só informativa, com uma parte de trabalho de investigação própriamente e uma galeria com imagens. No primeiro ano de vida ja conseguiu 35000 visitas. Um tempo depois, em agosto de 2006, se adicionou um foro.
Um dos marcos importantes da web nos primeiros anos foi o recolher evidências antigas e modernas da bandeira dos reis de Aragão em terras valencianas. Desta maneira em fevereiro de 2010 ja tinham 2100 evidências. Na investigação que conduziu ao informe sobre a historicidade da bandeira com quatro barras no território valenciano, os criadores desta web tiveram o assessoramento pessoal do prestigioso heraldista valenciano Pere Maria Orts i Bosch.

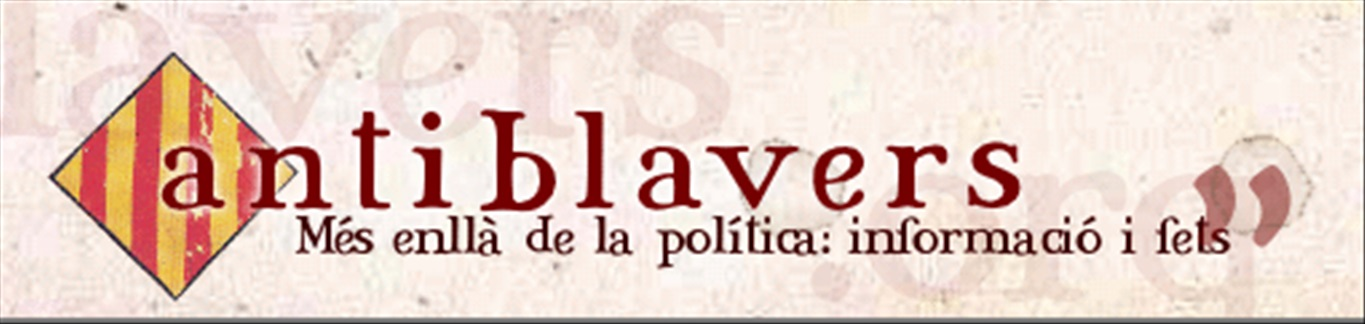
Logo da web [http://antiblavers.org antiblavers.org

No final de 2010 os criadores da web sofreram uma campanha de ataques desproporcionados pelos blaveros, incómodos com a tarefa de desenmascaramento e de luta contra eles que esta web fazia. Talvez uma coisa que lhes incomodou muito foi o successo da campanha da web antiblavers, em colaboração co'a web antifeixistes para impedir que o Grup d'Acció Valencianista (GAV) fosse á feira Expojove em Natal de 2010. Cabe ter em conta que, segundo eles mesmos reconheceram, Expojove era a principal fonte de captação de adeptos que usava o GAV.
Como conseqüência de estes ataques descomedidos, em 2011 Lluís Brines deixou a administração do projeto antiblavers a outras pessoas, e aínda que continuasse colaborando de vez em quando, não participou ja na administração. Além disso, o projeto se dividiu em dois webs:
- www.antiblavers.org . A web principal, que contém a maior parte da informação e um foro de debate.
- www.antiblavers.net . Ista foi a primeira denominação da web, antes da bifurcação do projeto. Hoje em dia é um blog, com conteúdo variado e dinámico.[29]

## Ameaças e ataques blaveros
O primeiro ataque blavero importante contra Luis Brines aconteceu em dezembro de 2010, quando no seu antigo domicílio da cidade de Valência apareceram pichações onde se lhe chamava "pederasta" e "pedófilo", insultos repetidos contra ele na web www.valenciafreedom.com, vinculada ao GAV. As pichações foram feitas supostamente pelo então co-presidente das JJGAV (Juventudes do GAV) Aitor Alan Marquina Bañuls.
Pouco depois, em janeiro de 2011, apareceram pichações em Simat de la Valldigna (la Safor), a localidade da sua família paterna, onde se lhe chamava igualmente "pederasta" e "pedófilo". Testemunhas locais identificaram o ativista do GAV de Gandía Francisco Albiñana Barber como o autor das pichações.
Finalmente, em novembro de 2012 apareceu uma pichação na direção de notificações judiciais que então usava Luis Brines em Valência, co'o seu nome, apelidos e uma alvorada, e firmada co'o anagrama 71, que é o que utiliza o GAV (7 é a posição da letra G, e 1 a posição da letra A no alfabeto).
As três pichações foram denunciadas por Lluís Brines, mas como costuma acontecer no Estado espanhol, as pichações não se investigam e os temas foram arquivados.
Assim mesmo, na web blavera e ultradireitista valenciafreedom tem um fio permanente, supostamente aberto pelo citado Paco Albiñana Barber (que usa o pseudônimo de paco1983, além do de nandivirus nessa web), onde lhe dedicam toda classe de insultos y difamações.
Francisco Albiñana Barber foi finalemente condenado em 2018 a pagar uma multa de 600 €, e a partir de este momento êle cessou de atacar Lluís Brines e inclusive de escrever na web blavera e ultradireitista valenciafreedom.

## Publicações

### Livros
- La filosofia social i política de Francesc Eiximenis (A filosofia social e política de Francesc Eiximenis). Sevilla. Ed. Novaedició. 2004. 653 pp. ISBN 84-609-0477-6 (em catalão)

Reeditado na revista Estudios Franciscanos co'a adição dum resumo biográfico de Francesc Eiximenis em quatro partes:
-1ª parte: EF Vol. 107 nº 440. Janeiro-agosto 2006. 41-232. 
-2ª parte: EF Vol. 107 nº 441. Setembro-dezembro 2006. 303-495. 
-3ª parte: EF Vol. 108 nº 442. Janeiro-agosto 2007. 41-134. 
-4ª parte: EF Vol. 108 nº 443. Setembro-dezembro 2007. 279-420.
- Biografia documentada de Francesc Eiximenis. Valencia. T-Ink Factoría de Color. 2018. 516. ISBN 978-84-09-02280-9 (em catalão)

### Capítulos de livros
- Orígens medievals del federalisme. Unitat religiosa i diversitat política en el Primer del Crestià de Francesc Eiximenis (Origems medievais do federalismo. Unidade religiosa e diversidade política no Primer del Crestià de Francesc Eiximenis). Dentro de DD.AA. Vida amunt i nacions amunt (Vida acima e nações acima). Valência. Universidade de Valência. 2008. Pp. 33-51. ISBN 978-84-370-7213-5 (em catalão)
- Eiximenis, Francesc. Regiment de la cosa pública. Alzira. Editorial Bromera. 2009. 250 pp. Adaptação lingüística ao valenciano moderno de Josep Palomero. (em catalão)Introdução e notas de Lluís Brines. ISBN 978-84-9824-449-6 (em catalão)
- Francesc Eiximenis (OFM, † 1409). Su vida, su obra en catalán (Francesc Eiximenis (OFM, † 1409). A sua vida, a sua obra em catalão). Dentro de DD.AA. Estudios de latín medieval hispánico (Actas do V Congresso de Latim Medieval Hispânico. Barcelona, 7-10 de setembro de 2009). Firenze. Sismel - Edizioni del Galluzzo. 2011. 317-326. ISBN 978-88-8450-429-6 (em castelhano)
- Eiximenis i la ciència (Eiximenis e a ciência). Dentro de DD.AA. Studia Mediaevalia Curt Wittlin dicata / Mediaeval Studies in Honour Curt Wittlin / Estudis medievals en homenatge a Curt Wittlin. Alicante. IIFV. 2015. 67-79. ISBN 978-84-606-8839-6 (em catalão)

### Artigos
- "Tendèncias de pensament franciscà en Francesc Eiximenis" (Tendências de pensamento franciscano em Francesc Eiximenis). EF. V. 115 nº 456. Janeiro-Agosto 2014. 1-33. (em catalão)
- "Tendències franciscanes en Ramon Llull" (Tendências franciscanas em Ramon Llull). EF. V. 117. nº 461. Setembro-dezembro 2016. 437-468. (em catalão)
- Artigo sobre Francesc Eiximenis em BBKL. Uma primeira versão do artigo apareceu on-line em 2017. Foi publicado também aquele ano no Volume 38 (colunas 390-395). Uma versão melhorada foi publicada on-line em 2020. Esta nova versão foi publicada em 2021 no Volume 42 (colunas 322-335). (em alemão)
- "Homenatge a David Viera ( † 2015) i Curt Wittlin ( † 2019)". BSCC, XCV. V. I. Janeiro-Dezembro 2019. 145-166. (em catalão)
- "David Viera († 2015) y Curt Wittlin († 2019). In memoriam". REHIPIP, 14. Dezembro 2019-Fevereiro 2020. 123-142. (em castelhano)
- "David Viera († 2015) y Curt Wittlin († 2019). In memoriam" EF Vol. 121 nº 468. Janeiro-Agosto 2020. 167-197. (em castelhano)
- "Curt Wittlin († 2019) in memoriam". ZfK, 33. 2020. 361-367. (em alemão)
- Artigo sobre Arnaldo de Vilanova em BBKL. Foi publicado on-line em 2020. Foi publicado em 2021 no Volume 42 (colunas 42-52) (em alemão)
- Artigo sobre Antoni Canals em BBKL. Foi publicado on-line em 2020. Foi publicado em 2021 no Volume 42 (colunas 235-241) (em alemão)
- Artigo sobre Richard Kilvington em BBKL. Foi publicado on-line em 2020. Foi publicado em 2021 no Volume 42 (colunas 797-802) (em alemão)
- Artigo sobre Tomàs da Irlanda em BBKL. Foi publicado on-line em 2020. Foi publicado em 2021 no Volume 42 (colunas 1442-1444) (em alemão)
- Artigo sobre Isabel de Villena em BBKL. Foi publicado on-line em 2021. Foi publicado em 2021 no Volume 43 (colunas 849-864) (em alemão)
- Artigo sobre Guilherme Peraldo em BBKL. Foi publicado on-line em 2021. Foi publicado em 2021 no Volume 43 (colunas 1120-1126) (em alemão)
- Artigo sobre Ricardo de Bury em BBKL. Foi publicado on-line em 2021. Foi publicado em 2021 no Volume 43 (colunas 1337-1345) (em alemão)
- Artigo sobre Albertano de Bréscia em BBKL. Foi publicado on-line em 2021. Foi publicação no Volume 44 em 2022 (colunas 56-66). (em alemão)
- Artigo sobre John Dumbleton em BBKL. Foi publicado on-line em 2022. Foi publicado no Volume 44 em 2022 (colunas 351-354). (em alemão)
- Artigo sobre Richard Swineshead em BBKL. Foi publicado on-line em 2022. Foi publicado no Volume 44 em 2022 (colunas 1307-1314). (em alemão)
- "Isabel de Villena (1430-1490). La primera dona escriptora en valencià". Aula de Lletres Valencianes, 10. 2022-2023. 277-282. (em catalão)
- Artigo sobre Pseudo-Boaventura em BBKL. Foi publicado on-line em 2022. Foi publicado no Volume 45 em 2023 (colunas 1153-1156). (em alemão)
- Artigo sobre Joan Roís de Corella em BBKL. Foi publicado on-line em 2022. Foi publicado no Volume 45 em 2023 (colunas 1231-1254). (em alemão)
- Artigo sobre Henrique Tottinga de Oyta em BBKL. Foi publicado on-line em 2023. Foi publicação no Volume 46 em 2023 (colunas 623-628). (em alemão)
- Artigo sobre Ubertino de Casale em BBKL. Foi publicado on-line em 2023. Foi publicado no Volume 46 em 2023 (colunas 1363-1380). (em alemão)
- Artigo sobre Bernat de Puigcercós em BBKL. Foi publicado on-line em 2023. Foi publicado no Volume 47 em 2024 (colunas 100-104). (em alemão)
- Artigo sobre Maria de Luna em BBKL. Foi publicado on-line em 2023. Foi publicado no Volume 47 em 2024 (colunas 1042-1047). (em alemão)
- Artigo sobre Joan Botam em BBKL. Foi publicado on-line em 2024. Foi publicado no Volume 48 em 2025 (colunas 208-210). (em alemão)
- Artigo sobre Brunetto Latini em BBKL. Foi publicado on-line em 2024. Foi publicado no Volume 48 em 2025 (colunas 952-969). (em alemão)
- Artigo sobre Maria da Sicília em BBKL. Foi publicado on-line em 2024. Foi publicado no Volume 48 em 2025 (colunas 1021-1023). (em alemão)
- Artigo sobre Thomas de Cantilupe em BBKL. Foi publicado on-line em 2024. É prevista a sua publicação no Volume 49 em 2025. (em alemão)
- Artigo sobre Pedro IV de Aragão em BBKL. Foi publicado on-line em 2025. É prevista a sua publicação no Volume 49 em 2025. (em alemão)
- Artigo sobre Adam Marsh em BBKL. Foi publicado on-line em 2025. É prevista a sua publicação no Volume 49 em 2025.(em alemão)
- Artigo sobre Vicente de Beauvais em BBKL. Foi publicado on-line em 2025. É prevista a sua publicação no Volume 49 em 2026.(em alemão)

### Artigos digitais
- "David Viera († 2015) i Curt Wittlin († 2019). In memoriam". Página web da NACS. 2020. (em catalão)
- "David Viera († 2015) and Curt Wittlin († 2019). In memoriam". Página web da NACS. 2020. (em inglês)
- Montserrat i el País Valencià (Montserrat e o País Valenciano). Página web do Institut de la nova Història. 2020. (em catalão)
- Artigo em inglês sobre Francesc Eiximenis em BBKL. Foi publicado somente on-line em 2022. (em inglês)
- L'Armorial de Gelre i la Corona d'Aragó (O Armorial de Gelre e a Coroa de Aragão). Página web do Institut de la nova Història. 2022. (em catalão)
- Artigo em inglês sobre Arnaldo de Vilanova em BBKL. Foi publicado somente on-line em 2023. (em inglês)
- Artigo em inglês sobre Joan Botam em BBKL. Foi publicado somente on-line em 2024. (em inglês)
- Artigo em inglês sobre Isabel de Villena em BBKL. Foi publicado somente on-line em 2025. (em inglês)

### Recensões
- Recensão de Die Königin im Zentrum der Macht: Reginale Herrschaft in der Krone Aragón am Beispiel Eleonores von Sizilien (1349-1375) de Sebastian Roebert em Speculum (Janeiro 2023, Vol. 98, número 1, 324-326). (em inglês)
- Recensão de  Die Regierung des Gemeinwesens de Alexander Fidora em Estudios Franciscanos (Janeiro-Agosto 2024, Volume 125, número 476, 371-376). (em catalão)
- Recensão de  Die Regierung des Gemeinwesens de Alexander Fidora em Zeitschrift für Katalanistik (2025, Volume 38, 471-477). (em catalão)